# The Art of the Trio
The Art of the Trio è un album del pianista statunitense Sonny Clark, pubblicato dalla Blue Note Records.
Si tratta di un album che raccoglie sia alternate takes di brani già pubblicati in precedenza nel disco del 1957
Sonny Clark Trio e di altri brani registrati il 16 novembre del 1958 negli studi di Rudy Van Gelder ad Hackensack nel New Jersey (Stati Uniti), l'album fu pubblicato solo nel 1980.

## Tracce
1. Tadd's Delight – 5:01 (Tadd Dameron) – Alternate take, registrato il 13 ottobre del 1957
2. Two Bass Hit – 4:01 (Dizzy Gillespie, John Lewis) – Alternate take, registrato il 13 ottobre del 1957
3. I Didn't Know What Time It Was – 4:25 (Lorenz Hart, Richard Rodgers) – Alternate take, registrato il 13 ottobre del 1957
4. Ain't No Use – 4:49 (Leroy Kirkland, Sidney Wyche) – Registrato il 16 novembre del 1958
5. Black Velvet – 3:23 (Illinois Jacquet, Jimmy Mundy) – Registrato il 16 novembre del 1958
6. I'm Just a Lucky so and So – 4:33 (Mack David, Duke Ellington) – Registrato il 16 novembre del 1958
7. Gee, Baby, Ain't I Good to You – 4:01 (Andy Razaf, Don Redman) – Registrato il 16 novembre del 1958
8. The Breeze and I – 4:00 (Tutti Camarata, Ernesto Lecuona, Al Stillman) – Registrato il 16 novembre del 1958
9. I Can't Give You Anything but Love – 3:52 (Dorothy Fields, Jimmy McHugh) – Registrato il 16 novembre del 1958

## Musicisti
Sonny Clark Trio
Brani 1, 2 & 3
- Sonny Clark - pianoforte
- Paul Chambers - contrabbasso
- Philly Joe Jones - batteria

Sonny Clark Trio
Brani 4, 5, 6, 7, 8 & 9
- Sonny Clark - pianoforte
- Jymie Merritt - contrabbasso
- Wes Landers - batteria